# Добрынь (Ельский район)
Добрынь (бел. Дабрынь) — агрогородок в Добрынском сельсовете Ельского района Гомельской области Беларуси. Административный центр Добрынского сельсовета.

## Административное устройство
До 31 октября 2006 года в составе Млынковского сельсовета. С 2006 года Добрынь является административным центром Добрынского сельсовета.

## География

### Расположение
В 5 км на юго-восток от районного центра и железнодорожной станции Ельск (на линии Калинковичи — Овруч), в 182 км от Гомеля.

### Гидрография
Через агрогородок проходит мелиоративный канал, соединенный с водохранилищем Княжеборьевское, расположенным в 1 км на северо-восток.

## Транспортная сеть
На автомобильной дороге Наровля — Ельск. Планировка состоит из прямолинейной, почти широтной ориентации улицы, к которой с севера присоединяется переулок, с юга — прямолинейная улица из 2 соединенными между собой краткими улицами. Застроена преимущественно двусторонне, деревянными домами усадебного типа.

## История
По письменным источникам Добрынь известна с XVIII века как село Добрыня в Мозырском повете Минского воеводства Великого княжества Литовского. После 2-го раздела Речи Посполитой (1793 год) в составе Российской империи. В 1795 году в Мозырском уезде Минской губернии. Согласно переписи 1897 года располагались: школа грамоты, хлебозапасный магазин, винная лавка. В 1910 году открыта школа, размещавшаяся в наёмном крестьянском доме, а в 1921 году для неё построено новое здание.
В 1917 году в Королинской волости. В 1928 году организован колхоз «Прогресс», работали винзавод, маслобойня, кузница. 68 жителей погибли на фронтах Великой Отечественной войны. В 1959 году центр совхоза «Добрынь». Размещенный отделение связи, Дом культуры, средняя школа, библиотека, фельдшерско-акушерский пункт, детский сад.
До 31 октября 2006 года в составе Млынокского сельсовета.

## Население
- 1795 год — 11 дворов.
- 1816 год — 128 жителей.
- 1897 год — 78 дворов, 402 жителя (согласно переписи).
- 1917 год — в деревне — 613 жителей; в одноимённом фольварке 121 житель.
- 1924 год — 156 дворов, 647 жителей.
- 1959 год — 869 жителей (согласно переписи).
- 2004 год — 273 хозяйства, 688 жителей.